# Bataille d'Aldenhoven (1793)
Pour les articles homonymes, voir Bataille d'Aldenhoven.
Guerre de la première coalition
Batailles
La bataille d'Aldenhoven du 1er mars 1793 voit s'affronter, durant la campagne de Flandre pendant la première coalition, une armée autrichienne commandée par le prince Josias de Saxe-Cobourg-Saalfeld et une armée française sous les ordres de René Joseph de Lanoue.

## Préambule
Les Autrichiens réussissent à traverser la Roer et engagent une charge de cavalerie menée par l'archiduc Charles qui met les Français en déroute et leur inflige de lourdes pertes. Cette bataille s'est déroulée près d'Aldenhoven, une ville de l'actuelle Rhénanie-du-Nord-Westphalie en Allemagne, située à environ 55 km de Cologne.
Après une victoire lors de la bataille de Jemappes le 6 novembre 1792, l'armée française de Charles François Dumouriez conquiert la majeure partie des Pays-Bas autrichiens. Cet hiver-là, Dumouriez tente d'envahir les Provinces-Unies tandis que Francisco de Miranda assiège Maastricht, couvert par les troupes de Lanoue le long de la Roer. Envoyées par le gouvernement autrichien pour reconquérir la Belgique, les troupes de Cobourg attaquent tôt le matin du 1er mars et dispersent les Français. La bataille du Neerwinden du 18 mars décidera du contrôle des Pays-Bas autrichiens.

## Bataille
Lors de la charge décisive, l'archiduc Charles conduit le 31e régiment de dragons Latour et le 32e régiment de hussards Esterhazy.
 
Coté français, Lanoue dispose de 9 000 hommes répartis en sept régiments, six escadrons et 12 pièces d'artillerie dont les unités se composent des : 
- 3e régiment de grenadiers
- 4e régiment de grenadiers
- régiment de Liège[2]
- 14e régiment d'infanterie légère
- 2e régiment de la garde nationale de Paris
- deux bataillons du 29e régiment d'infanterie de ligne
- 6e régiment de chasseurs à cheval
- 12e régiment de chasseurs à cheval

Henri de Stengel est l'un des subordonnés de Lanoue.

## Issue
L'armée coalisée perd 50 hommes tandis que les Français en perdent plus de 2 000. En outre, 300 hommes, sept pièces d'artillerie et deux drapeaux sont capturés par la Coalition. L'un des drapeaux est pris au 29e régiment de ligne. Cette défaite entraîne l'abandon du siège de Maastricht. Pendant trois jours, Stengel disparaît et l'on craint qu'il n'ait fait défection. Au lieu de cela, il se présente à Namur avec un escadron du 12e régiment de chasseurs et le trésor de l'armée. Le 9 mars, trois armées françaises se rassemblent à Louvain, sous le commandement de Francisco de Miranda. Il s'agit de l'Armée du Nord à gauche, de l'Armée de Belgique au centre et de l'Armée des Ardennes à droite.